# Elam
Elam – starożytne państwo o strukturze federacyjnej, powstałe około 2400 roku p.n.e. na terenach obecnego południowo-zachodniego Iranu (ostan Chuzestan na granicy z Irakiem) oraz górskiej prowincji Lurestan, sięgającej aż do Buszehr nad Zatoką Perską. Najważniejszym ośrodkiem Elamu była Suza (odkryta w 1927), leżąca na wschodnim brzegu rzeki Karche (staroż. Choaspes).

## Periodyzacja
O historii Elamu wiadomo niewiele. Pewne jest, iż państwo było bogate i silne, gdyż było obiektem licznych militarnych ekspedycji krajów sąsiednich. W dziejach Elamu wyróżnia się cztery okresy:
1. staroelamicki – około 2500–1500 p.n.e.[1],
2. średnioelamicki – około 1500–1100 p.n.e.[2],
3. wieki ciemne – około 1100–750 p.n.e.[3],
4. neoelamicki – około 750–640 p.n.e.[4]

## Historia Elamu

### Okres staroelamicki
Lud elamicki pochodził prawdopodobnie z okolic dzisiejszego centralnego Iranu. Historycznie potwierdzony jest dość silny wpływ kultury sumeryjskiej, gdyż ludność Elamu przez wieki żyła w cieniu tego państwa, przyjmując od niego jego dorobek cywilizacyjny, np. pismo klinowe.
W najstarszym okresie Elam był celem podbojów przez władców krajów sąsiednich, m.in. Sargona Wielkiego, który tytułował się „zdobywcą Elamu i Warachse”. Po objęciu w Elamie panowania przez dynastię Simaszki (Szimaszki) z północno-wschodnich obszarów państwa, w kraju nastąpił okres renesansu. Najwybitniejszym władcą tej dynastii był tytułujący się „królem Szimaszki i Elamu” Idaddu I, który przeniósł stolicę państwa do Suzy. Za jego panowania Elam przeżywał okres prawdziwego rozkwitu w każdej z dziedzin życia. W drugiej połowie XX wieku p.n.e. państwo zaczęło chylić się ku upadkowi. Elam znalazł się w strefie wpływów już wtedy Sumero-Akadu, czego dowodem było zmiana w tytulaturze królewskiej. Władcy Elamu mianowali się wówczas „ensi”.
W połowie XIX wieku p.n.e. Eparti II założył w Elamie nową dynastię i przybrał tytuł „króla Anszan i Suzy”. Potocznie ród ten nazywa się dynastią Epartydów (od imienia założyciela) lub Sukkalmahów (od sumeryjskiego tytułu sukkal.mah noszonego przez władców z tej dynastii). W tym okresie Elam był prawdopodobnie luźną federacją miast. W 1765 roku p.n.e. rozpoczęła się ekspansja Elamu na zachód. Zdobyto miasto Esznunnę wraz z całym obszarem Mezopotamii na wschód od Tygrysu. Celem podbojów była Babilonia, rządzoną wówczas przez Hammurabiego. W odwecie Hammurabi zajął na krótko Suzjanę, odzyskaną za panowania Samsu-iluny. Z ostatnich dwóch stuleci okresu staroelamickiego informacje o dziejach Elamu są znikome.

### Okres średnioelamicki
W II połowie II tysiąclecia p.n.e. w Elamie rządziły kolejno trzy dynastie nazwane od imion ich założycieli:
- Kidinuidzi (ok. 1500–1400 p.n.e.)
  - Kidinu (ok. 1500 p.n.e.)
  - Tanruhurater II
  - Szalla
  - Teptiahar
  - Inszuszinakszarilani (ok. 1400 p.n.e.)
  - Hurbatila (ok. 1330 p.n.e.)
- Igehalkidzi
  - Ige-halki (ok. 1320 p.n.e.)
  - Pahiriszszan (1320–1310 p.n.e.)
  - Attarkittah (1310–1300 p.n.e.)
  - Hambannumena (1300–1275 p.n.e.)
  - Untasz-Napirisza (1275–1240 p.n.e.)
  - Unpahasz-Napirisza (1240–1235 p.n.e.)
  - Kiden-Hutran (1235–1210 p.n.e.)
- Szutrukidzi (ok. 1205–1100 p.n.e.)
  - Hallutusz-Inszuszinak (1205–1185 p.n.e.)
  - Szutruk-Nahhunte I (1185–1155 p.n.e.)
  - Kutir-Nahhunte III (1155–1150 p.n.e.)
  - Szilhak-Inszuszinak (1150–1120 p.n.e.)
  - Huttelusz-Inszuszinak (1120–1110 p.n.e.)
  - Szilhina-Hamru-Lakamar (?–1100 p.n.e.)

W czasach Kindinuidów Elam z niepowodzeniem prowadził wojny z królami babilońskimi, co skutkowało narzuceniem zwierzchnictwa przez Babilonię. Kurigalzu I podbił Suzjanę, korzystając ze słabości nowej dynastii. Natomiast najazd Kurigalzu II został sprowokowany próbą najazdu na Babilon ostatniego króla z tej dynastii – Hurbatilę. Wojska kasyckie wtargnęły do Suzy i złupiły ją, a sam Kurigalzu II zapuścił się aż po wschodnie granice ziem elamickich. W wyniku najazdu upadła dynastia Kindinuidów.
Ród Igihalkidów starał się najprawdopodobniej za wszelką cenę utrzymywać przyjazne stosunki z Babilonem. Skupił się głównie na sprawach administracyjnych i ekonomicznych kraju. Przyjaźń z Babilonem podtrzymywało mariażami politycznymi i korzystnymi sojuszami. Ostatni władca tej dynastii, Kidinhutran III, przeszedł do ofensywy. Złupił najpierw pograniczne Der, zaatakował Babilon i zdobył Nippur. Podboje Kidinhutrana III zakończyły się na skutek interwencji Asyrii, rządzonej przez Tukulti-Ninurtę I, który odebrał Elamowi zdobyte terytoria i złupił Suzę. Dynastia Igihalkidów została definitywnie odsunięta od władzy.
Po upadku Igihalkidów władzę w Elamie przejęła dynastia Szutrukidów, a na tronie zasiadł jej pierwszy przedstawiciel – Szutruk-Nahhunte I. W 1160 roku p.n.e. Szutruk-Nahhunte I podbił Babilonię, wywożąc do Suzy stelę z kodeksem Hammurabiego. Najazd Elamu przyczynił się do upadku dynastii kasyckiej w Babilonie. Królowie elamiccy zarządzali Międzyrzeczem do czasów wstąpienia na tron babiloński Nabuchodonozora I. Zdobył on i złupił Suzjanę, przyczyniając się do ucieczki w góry ówczesnego władcy Elamu – Huttelusz-Inszuszinaka. Na trzy stulecia Elam pogrążył się w tzw. wieki ciemne, o których nie zachowała się żadna wzmianka źródłowa.

### Okres nowoelamicki
W VII wieku p.n.e. doszło do kolejnej rozgrywki pomiędzy Asyrią i Elamem. Pod wodzą Aszurbanipala wojska asyryjskie odniosły nad Elamitami zwycięstwo w 653 roku p.n.e. Tepti-Humban-Inszuszinak został pokonany w bitwie nad rzeką Ulai, a Suza została zajęta. W 647 roku p.n.e. wojska asyryjskie jeszcze raz wkroczyły na terytorium Elamu z powodu obalenia przez Humban-haltasza III, proasyryjskiego króla i zdobyły Suzę. Tym razem miasto zostało doszczętnie zburzone, a mieszkańcy uprowadzeni w głąb państwa asyryjskiego (część z nich trafiła do Samarii w Palestynie).
Po upadku imperium asyryjskiego w końcu VII wieku p.n.e. Elam znalazł się w granicach państwa perskiego jako jedna z perskich prowincji o nazwie Chuza, a Suza stała się jedną ze stolic perskich władców. Po śmierci Aleksandra Wielkiego, w wyniku wojen diadochów, Elam przeszedł w ręce dynastii Seleucydów. Persowie utworzyli w Elamie nowe wasalne królestwo, które w 139 roku, po przegnaniu Greków z Persji i Mezopotamii, zostało podporządkowane Partom. Kiedy w III wieku Sasanidzi obalili Partów, Elam stał się satrapią ich państwa.